# Palác Vigadó
Vigadó je v Budapešti druhý největší koncertní sál. Nachází se na východním břehu řeky Dunaj.

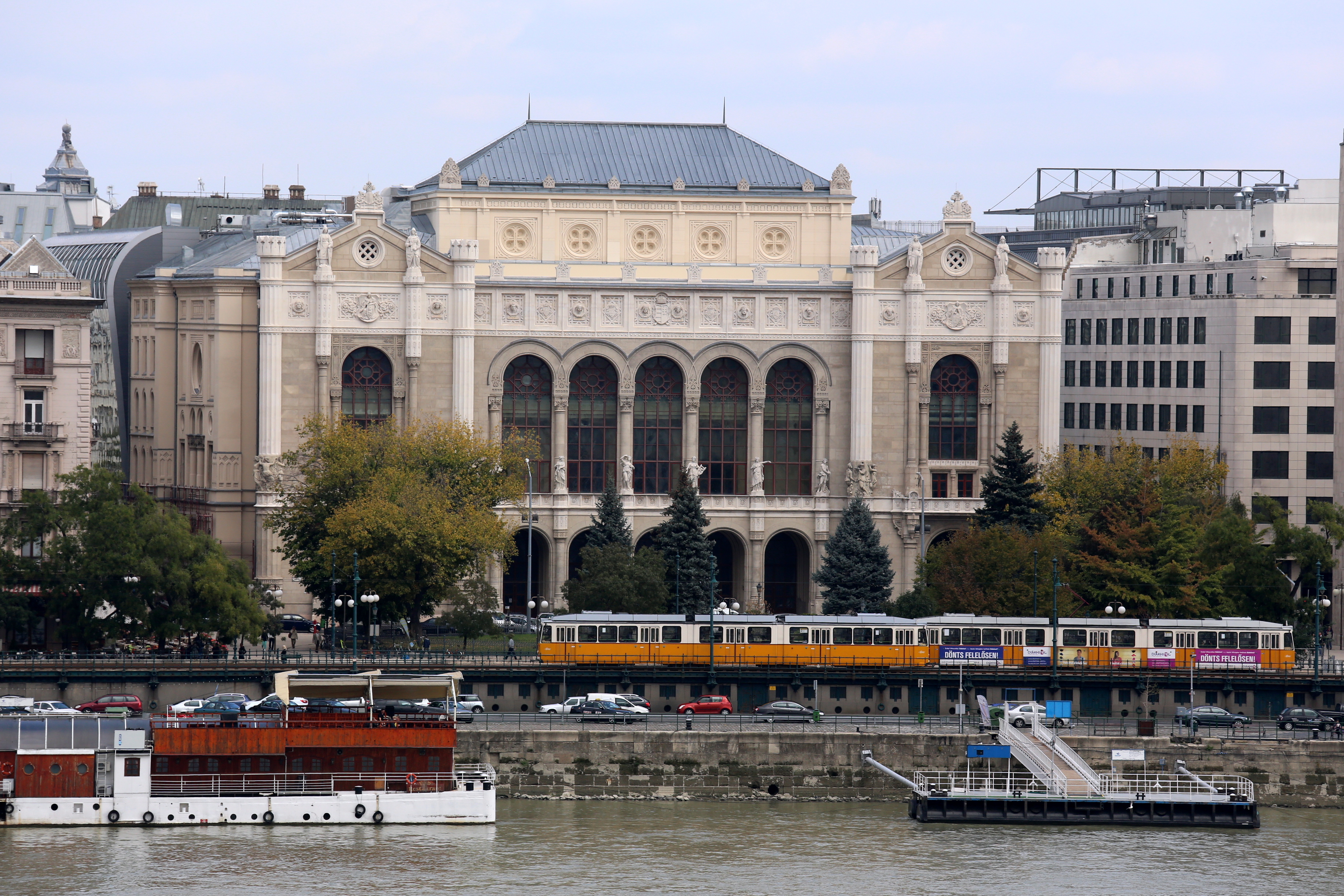
Vigadó od Dunaje

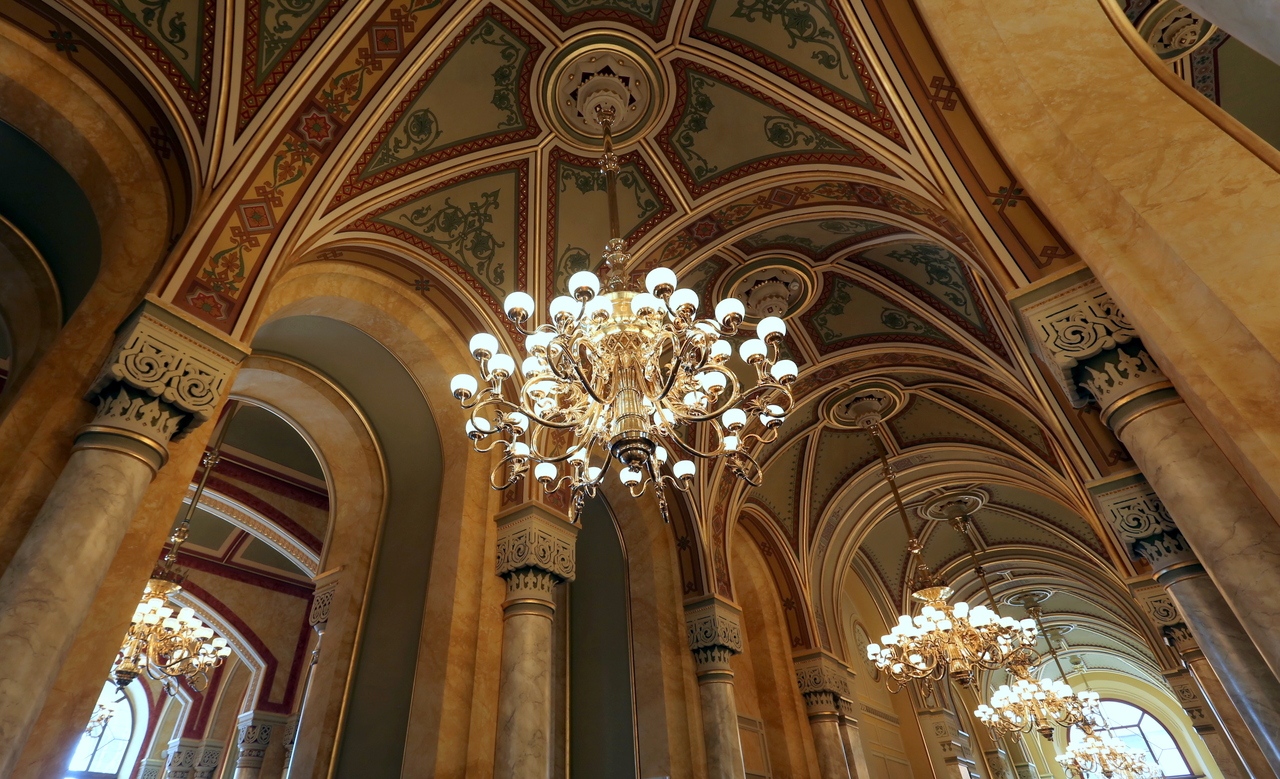
Vigadó zevnitř

## Historie
Palác Vigadó, navržený Frigyesem Feszlem, byl postaven roku 1859 jako náhrada za jinou koncertní síň, která dříve stála na stejném místě, ale při požáru roku 1848 byla zničena. Vigadó byl také těžce poškozen, tentokrát při Druhé světové válce, ale následná rekonstrukce ho uvedla do zcela původního stavu. V roce 2006 se konala rekonstrukce fasády paláce. Nyní tato koncertní síň nepřestává přitahovat přední dirigenty a umělce z celého světa.